# Emily Beecroft
Emily Beecroft, née le 19 novembre 1999 à Clayton dans le Queensland en Australie, est une nageuse paralympique australienne. Elle représente l'Australie aux Jeux paralympiques de Rio 2016, aux Jeux paralympiques de Tokyo 2020 et aux Jeux paralympiques de Paris 2024.
Elle remporte une médaille d'argent et une médaille de bronze aux Jeux paralympiques de Tokyo en 2020, puis une médaille d'or et une médaille de bronze aux Jeux paralympiques d'été de 2024 à Paris.

## Biographie

### Jeunesse et formation
Emily Beecroft naît le 19 novembre 1999 à Clayton dans l'État du Queensland en Australie ; elle a deux sœurs triplées. Elle vit à Traralgon dans l'État de Victoria. Elle est née sourde de l'oreille gauche et avec une déficience du bras droit. Elle étudie en 2020 les médias et les communications à temps partiel à l'Université La Trobe. Elle s'installe ensuite sur la Sunshine Coast du Queensland et en 2022, elle prépare un bachelor en communication à l'Université de Sunshine Coast.

### Carrière en natation
Emily Beecroft joue au netball et participe à des activités d'athlétisme, mais décide finalement de se concentrer sur la natation. En 2010, elle participe et remporte dix médailles aux championnats sportifs scolaires et elle reçu le prix de l'esprit sportif en 2012. En compétition pour le Traralgon Swimming Club, elle améliore son meilleur temps personnel pour remporter la médaille de bronze dans l'épreuve multi-catégories de 50 mètres brasse aux championnats nationaux de mai 2013.
Elle est classée en mars 2015 dans le top cinq mondial au 50 mètres papillon, au 50 mètres et au 100 mètres nage libre, et dans le top 15 dans toutes les autres disciplines de sa catégorie. Elle fait ses débuts internationaux aux Para championnats américains à Bismarck dans le Dakota du Nord, en décembre 2015, où elle est officiellement classée dans la catégorie S9, et elle y termine deuxième au 50 mètres papillon, au 50 mètres et au100 mètres nage libre. Elle remporte la médaille d'or au 50 mètres nage libre et au 100 mètres papillon aux championnats australiens de 2015, et aux championnats senior 2016 australiens de 2016.
Entraînée par Dean Gooch, elle gagne la médaille d'or aux championnats australiens de 2016 à Adélaïde, dans les épreuves de 50 mètres, 100 mètres nage libre et 50 mètres papillon. Elle bat son record personnel dans ces trois épreuves, et son temps de 31"93 au 50 mètres papillon est le nouveau record national australien. Le 14 avril 2016, elle est sélectionnée comme membre de l'équipe australienne de natation pour les Jeux paralympiques d'été de 2016 à Rio.
En septembre 2016, Emily Beecroft représente l'Australie aux Jeux paralympiques de Rio dans quatre épreuves de catégorie S9. Elle se qualifie pour trois finales sur quatre épreuves, mais ne réussit pas à monter sur le podium. Elle termine quatrième au 50 m nage libre féminin S9, sixième au 100 m nage libre S9 et sixième également au 100 m papillon S9. Emily Beecroft participe aussi au 200 m quatre nages individuel SM9 mais elle n'accède pas à la finale. En réponse à la question « Quel est le but d'aller à Rio ? Beecroft répond en disant : « Je vais là-bas pour courir et gagner ! ».
Aux Jeux du Commonwealth de 2018 sur la Gold Coast, Emily Beecroft termine quatrième au 100 m nage libre féminin S9.
Aux Jeux paralympiques de Tokyo 2020, avec l'équipe composée d'Ellie Cole, Isabella Vincent et Ashleigh McConnell, Emily Beecroft remporte la médaille d'argent au 4 × 100 m nage libre féminin 34 points avec un temps de 4'26"82, deux secondes derrière les vainqueurs, l'équipe italienne. Elle remporte également une médaille de bronze au 4 × 100 m quatre nages féminin 34 pts. Son équipe composée d'Ellie Cole, Keira Stephens et Isabella Vincent réalise un temps de 4'55"70. Dans le 100 m nage libre féminin, Emily Beecroft se qualifie pour la finale S9 mais elle termine huitième.
Aux championnats du monde de para-natation 2022, à Madère, Emily Beecroft remporte trois médailles : la médaille d'or au relais mixte 4 × 100 m quatre nages 34 points et l'argent au 100 m nage libre féminin S9 et au 100 m papillon féminin S9.
Emily Beecroft remporte la médaille d'argent au 100 m nage libre féminin S9 aux Jeux du Commonwealth de 2022, à Birmingham, en Angleterre,. Elle remporte ensuite la médaille de bronze au 100 m papillon féminin S9 aux championnats du monde de paranatation 2023 à Manchester, en Angleterre.
Sélectionnée pour participer aux Jeux paralympiques d'été de 2024 à Paris, Emily Beecroft y remporte la médaille d'or au relais 4 × 100 m mixte 4 nages avec Jesse Aungles, Timothy Hodge et Alexa Leary, ainsi que la médaille de bronze individuelle au 100 m papillon femmes S9.

## Reconnaissance
- 2016 – Jeune athlète victorien de l’année[23].
- 2022 – Sportif de l'année de l'Université de la Sunshine Coast[2].
- 2023 – Sportif de l'année de l'Université de la Sunshine Coast.
- 2024 – Prix du nageur de l'année décerné par Swimming Australia Swimmers[24].